# Acta Sanctorum
Pour les articles homonymes, voir Acta.
Les Acta Sanctorum (Actes des Saints) forment une considérable collection de volumes consacrés aux saints de l'Église catholique, tentant de séparer les faits connus des légendes qui se sont attachées aux personnes. 
Suivant le calendrier liturgique (1er janvier au 31 décembre) la publication des Acta Sanctorum’ commença, à Anvers, en 1643 et s’arrêta en 1925 au premier tome du mois de novembre (fête du 10 novembre).

## Historique
Ces publications s'inscrivent dans le contexte de la Renaissance catholique dont l’esprit moderne et « curieux » ne se satisfait plus de merveilleux miracles et légendes naïves. Chaque texte est précédé d'un commentarius praevius qui renseigne sur le culte du saint et en justifie la pratique. Ces éditions critiques, publiées suivant l'ordre du calendrier liturgique romain (du 1er janvier au 31 décembre) commencèrent à Anvers (Belgique) en 1643 sous la direction du jésuite Jean Bolland : les deux volumes du mois de janvier en 1643 et les trois volumes de février en 1658. Bolland s'adjoignit des collaborateurs qui formèrent la Société des Bollandistes pour continuer son œuvre après sa mort, survenue en 1665. Trois volumes (mars) sortirent de presse en 1668, et ainsi de suite.
En 1709, les Bollandistes en étaient au cinquième volume du mois de juin.
La publication des Actes se poursuivit après la Révolution française et jusqu'en 1925. Au début du XXe siècle, sous l'impulsion du père Hippolyte Delehaye, apparaît une conception plus « scientifique » de l'hagiographie et la part de l'examen critique des textes devient de plus en plus important : étude des traditions manuscrites, des sources et des réécritures.
La publication s'arrêta au premier tome du mois de novembre (10 novembre) : le dossier de saint Martin, fêté le 11 novembre, aurait demandé un tel travail à une époque où les exigences scientifiques s'étaient considérablement accrues par rapport au XVIIe siècle, qu'il marqua l'arrêt de cette immense entreprise. Du 11 novembre au 31 décembre, on peut  utiliser les différentes autres éditions de vies de saints, parmi lesquelles les plus importantes collections sont les Acta sanctorum ordinis sancti Benedicti (Vies des Saints de l'Ordre de saint Benoît) de Luc d'Achery et Jean Mabillon ; la Patrologia Latina ; les Scriptores rerum merovingicarum (hagiographie mérovingienne).

## Éditions

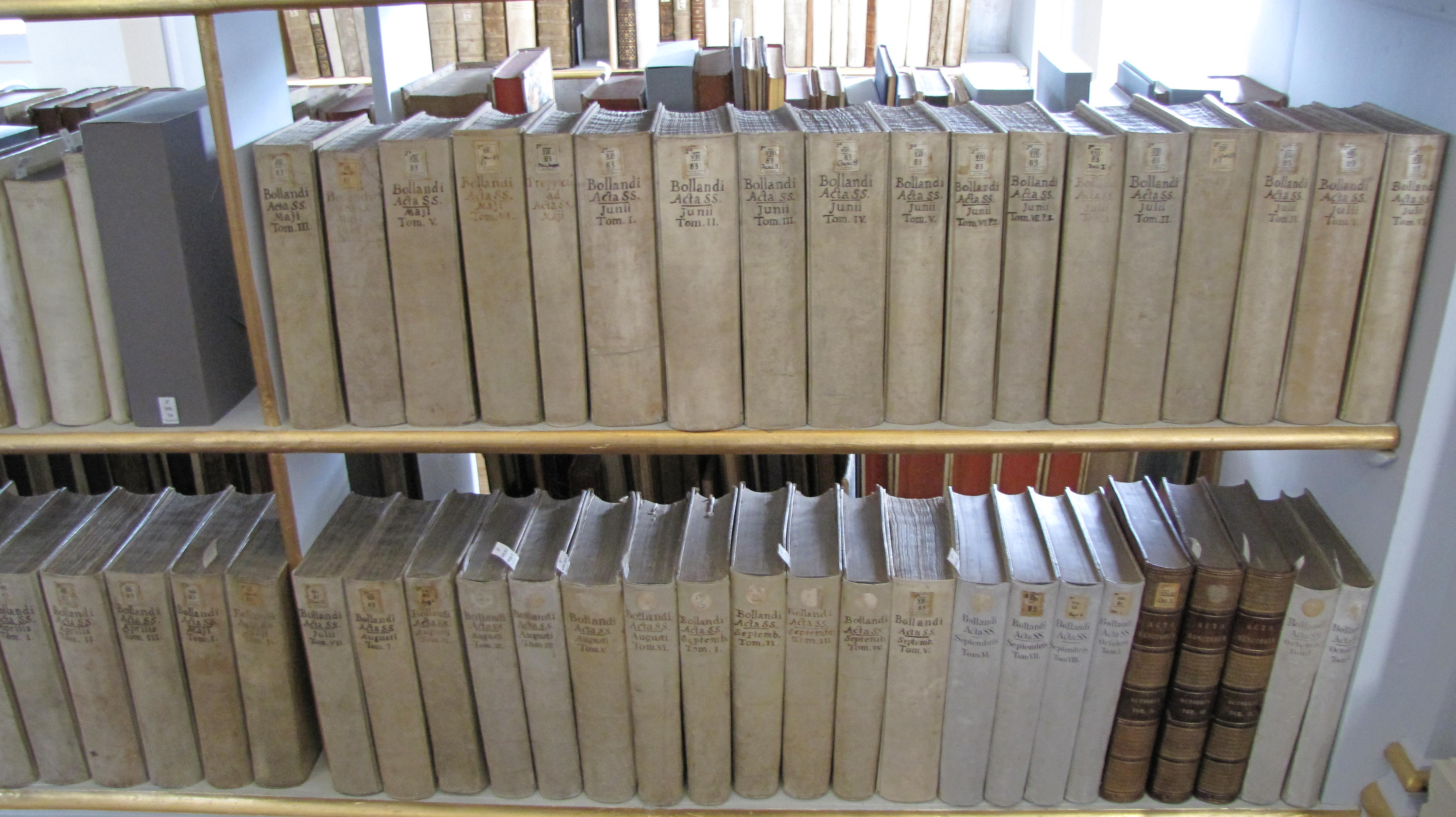
Collection des Acta Sanctorum à la bibliothèque HAAB, de Weimar.

L'édition originale des Acta Sanctorum comprend 66 volumes imprimés d'abord à Anvers, et ensuite à Bruxelles, après la reprise des recherches et travaux au XIXe siècle.
Une seconde édition, dite de Venise, commença en 1734 et s'arrêta, incomplète, en 1770 (43 volumes, jusqu'au 5 septembre).
Indépendamment des Bollandistes, une réimpression de toute la collection a été faite à Paris par l'éditeur Victor Palmé entre 1863 et 1867 (60 volumes, soit jusqu'au tome 12 d'octobre). Cette édition est, en théorie, un fac-similé de la première, mais la pagination en a été modifiée, d'où la nécessité de mentionner l'édition que l'on utilise (1re ou 3e éd.). Il faut aussi noter que ce fac-similé n'est pas parfait : par exemple certains titres ont été inversés.

#### Éditions
- Acta Sanctorum Bollandistarum (en abrégé : AASS), Société des Bollandistes, Bruxelles et Anvers, 68 vol., 1643-1940 [présentation en ligne]
  - rééd. Brepols Publishers, 1966-1971, L. Jocqué (édi.) : 68 vol. (1er janv. - déc.) + 4 vol. (Index, Annus ecclesiasticus graeco-slavicus, Martyrologium Hieronymianum, Tables générales) [présentation en ligne]
  - version électronique : Acta Sanctorum Database, ProQAuest, 1999-2017
- nouvelle édition par Victor Palmé, Paris, 1863-1870, 61 vol. (avec autre pagination et supplément) [[ présentation en ligne]]
- Ad Acta Sanctorum supplementum, Louis-Marie Rigollot (édi.), 1875, 565 p.
- (ar) Paul Bedjan, Claude Detienne, Acta martyrum et sanctorum, Paris, 1892 (lire en ligne)

#### Études
- Martial Delpit, "Des travaux des Bollandistes et de la continuation des Acta Sanctorum", Bibliothèque de l'école des chartes, 1841, vol. 2, no 1, p. 571-578.
- Hippolyte Delehaye: L'Œuvre des Bollandistes à travers trois siècles (1615-1915), Bruxelles, Société des Bollandistes, 1959.
- Robert Godding, Bernard Joassart, Xavier Lequeux, François De Vriendt : De Rosweyde aux Acta Sanctorum.  La recherche hagiographique des Bollandistes à travers quatre siècles, Bruxelles, Société des Bollandistes, 2009.